# 薛穆

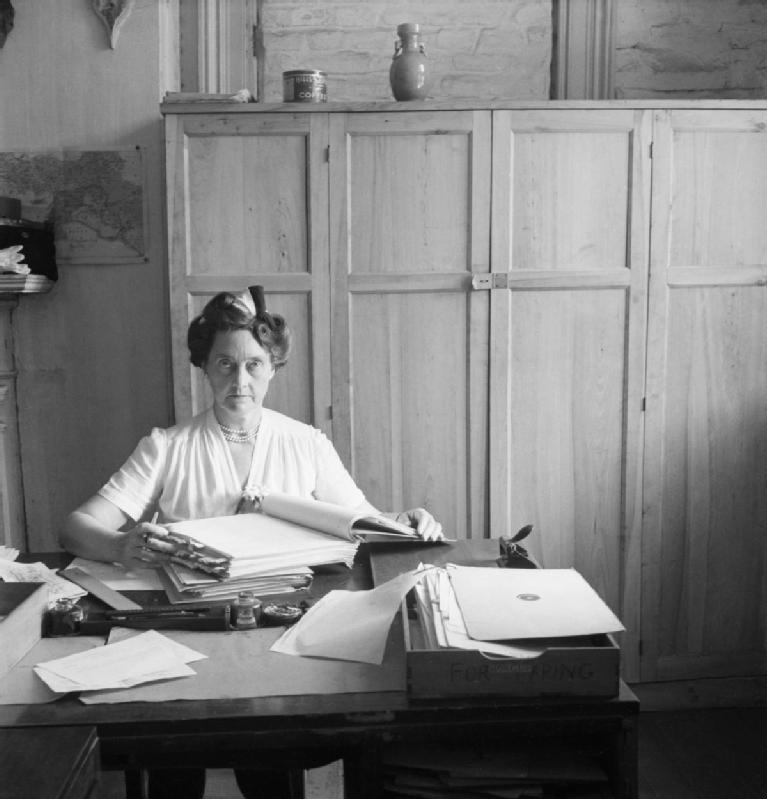
薛穆的夫人

薛穆GCMG CVO （Sir Horace James Seymour，1885年2月26日—1978年9月10日），1942-1946年英國駐華大使，當時駐中國陪都重慶。任內，1943年1月11日與中華民國外交部長宋子文簽署《關於取消英國在華治外法權及有關特權條約》（中英新約）。1947年退休。

## 生平
薛穆畢業於伊頓公學與劍橋大學三一學院。